# Fatoumata Binta Diallo (atleta)
Fatoumata Binta Diallo (6 de abril de 2000) é uma atleta portuguesa-guineana de atletismo. Ela é detentora do recorde nacional nos 400 metros com barreiras. Ela também ganhou títulos nacionais nos 200 metros e 400 metros em pista coberta, e a sua participação nos 4x400 metros estafetas levou a um recorde da equipa portuguesa.

## Carreira
Desde cedo acompanhada pelo treinador Paulo Murta, do Clube Oriental de Pechão, onde chegaria ao campeonato europeu, e depois ao mundial. Em 2023, transfere-se para o Benfica.
Em junho de 2023, Diallo competiu por Portugal nos eventos de Atletismo dos Jogos Europeus de 2023, na Primeira Divisão, na Silésia, correndo os 400 metros com um recorde pessoal de 55,57s. Em julho de 2023, sagrou-se campeã nacional portuguesa nos 400 metros com barreiras. Ela competiu no Campeonato Mundial de Atletismo de 2023 em Budapeste nos 400m com barreiras, baixando o seu recorde pessoal para 55,27 segundos e ficando em segundo lugar na lista portuguesa de melhores tempos na história.
Em fevereiro de 2024, conquistou os títulos nacionais portugueses de pista coberta nos 200m e 400m. Diallo fez parte da equipa portuguesa de 4x400 metros estafetas que estabeleceu novo recorde nacional de 3:31.93 no Campeonato Mundial de Atletismo em Pista Coberta de 2024 em Glasgow.
Ela classificou-se para a final dos 400 metros com barreiras no Campeonato Europeu de Atletismo de 2024, com um recorde pessoal e nacional de 54,65 segundos. Ela terminou em oitavo lugar na final.
Nos Jogos Olímpicos de 2024, chega às semi-finais de 400 metros com barreiras. A sua marca de 54,93 segundos concede-lhe o sexto lugar na segunda série das semi-finais, não se apurando para as finais, termina em 17º na classificação geral.

## Vida pessoal
Fatoumata Binta Diallo nasceu na Guiné mas, os seus pais mudando-se para Portugal quando tinha cinco anos, veio para o país aos doze anos de idade. A partir de 2012, ao mudar-se para Portugal, estudou na Escola Dr. Alberto Iria, em Olhão, Portugal. Habituada na Guiné a correr para a escola, é encorajada por docentes para juntar-se ao desporto escolar e aí conhece o treinador Paulo Murta. Os pais mudam-se de novo, desta feita para Paris, e a partir de 2019 ela estabelece-se na capital francesa.